# On2 Technologies
On2 Technologies, wcześniej The Duck Corporation – spółka giełdowa na American Stock Exchange z siedzibą w Clifton Park, zajmująca się tworzeniem kodeków wideo. 17 lutego 2010 spółka została wykupiona przez Google.